# Dekada na rzecz Romów w Europie
Dekada na rzecz Romów w Europie – inicjatywa ośmiu krajów Europy Środkowej i Południowowschodniej na rzecz poprawienia statusu społecznego i ekonomicznego oraz zmniejszenia dyskryminacji mniejszości romskiej (cygańskiej) w całym regionie.
Inicjatywa od roku 2005 do roku 2015. Był to pierwszy międzynarodowy projekt europejski na rzecz poprawy życia Romów.
W akcji brały udział kraje, w których żyje liczna mniejszość romska: Bułgaria, Chorwacja, Czechy, Macedonia, Rumunia, Serbia i Czarnogóra, Słowacja i Węgry oraz Komisja Europejska, Bank Światowy, Program Narodów Zjednoczonych ds. Rozwoju oraz filantrop George Soros.
W roku 2005 rządy powyższych krajów rozpoczęły działania na rzecz zmniejszenia przepaści ekonomicznej i społecznej między Romami a resztą społeczeństwa i ograniczenia ubóstwa wśród Romów oraz ich dyskryminacji.